# Allison Curbishley
Allison Curbishley (née le 3 juin 1976) est une ancienne athlète britannique spécialiste du 400 mètres, qui a dû interrompre sa carrière en 2003 à la suite d'une blessure récurrente au genou. Elle travaille désormais comme commentatrice pour la BBC. 

## Carrière

### Palmarès
| Année | Compétition                   | Lieu         | Résultat | Épreuve   | Performance   |
| ----- | ----------------------------- | ------------ | -------- | --------- | ------------- |
| 1995  | Championnats d’Europe junior  | Nyiregyhaza  | 3e       | 4 x 400 m | 3 min 38 s 23 |
| 1997  | Championnats d’Europe espoirs | Turku        | 1re      | 400 m     | 50 s 85       |
| 1997  | Universiade                   | Catane       | 1re      | 400 m     | 50 s 84       |
| 1997  | Universiade                   | Catane       | 3e       | 4 x 400 m | 3 min 30 s 57 |
| 1997  | Championnats du monde         | Athènes      | 6e       | 4 x 400 m | 3 min 26 s 27 |
| 1998  | Championnats d’Europe         | Budapest     | 5e       | 400 m     | 51 s 05       |
| 1998  | Championnats d’Europe         | Budapest     | 3e       | 4 x 400 m | 3 min 25 s 56 |
| 1998  | Jeux du Commonwealth          | Kuala Lumpur | 2e       | 400 m     | 50 s 71       |
| 2000  | Jeux olympiques               | Sydney       | 6e       | 4 x 400 m | 3 min 25 s 67 |

### Records
| Épreuve    | Performance | Lieu         | Date              |
| ---------- | ----------- | ------------ | ----------------- |
| 400 mètres | 50 s 71     | Kuala Lumpur | 18 septembre 1998 |